# Ardivestra
L'Ardivestra è un piccolo torrente che scorre nell'Oltrepò Pavese, in provincia di Pavia.

## Percorso
Nasce nel comune di Colli Verdi, presso la località Torre degli Alberi, e forma la valle Ardivestra, attraversando il territorio di Valverde, Ruino, Fortunago, Val di Nizza, Montesegale, Rocca Susella e Godiasco. Qui viene scavalcato dalla SS 461 e dalla ex-ferrovia Voghera Varzi e si immette da destra nello Staffora.

## Storia
A testimonianza della passata importanza storica di questa valle rimangono alcuni castelli:
- Castello di Montesegale
- Castello di Torre degli Alberi